# Route Adélie de Vitré 2014
La Route Adélie de Vitré 2014, diciannovesima edizione della corsa e valida come evento del circuito UCI Europe Tour 2014 categoria 1.1, fu disputata il 4 aprile 2014, per un percorso totale di 198 km. Fu vinta dal francese Bryan Coquard, al traguardo con il tempo di 4h39'21" alla media di 42,52 km/h.
Al traguardo 112 ciclisti portarono a termine la gara.

## Squadre partecipanti
| N.    | Cod. | Squadra                      |
| ----- | ---- | ---------------------------- |
| 1-8   | VFN  | Vini Fantini-Nippo           |
| 11-18 | FDJ  | FDJ.fr                       |
| 21-28 | AND  | Androni Giocattoli-Venezuela |
| 31-38 | ALM  | AG2R La Mondiale             |
| 41-48 | IAM  | IAM Cycling                  |
| 51-58 | EUC  | Team Europcar                |
| 61-68 | BSE  | Bretagne-Séché               |
| 71-78 | TNN  | Team Novo Nordisk            |
| 81-88 | COF  | Cofidis, Solutions Credits   |

| N.      | Cod. | Squadra                 |
| ------- | ---- | ----------------------- |
| 91-98   | VBG  | Team Vorarlberg         |
| 101-108 | BIG  | BigMat-Auber 93         |
| 111-118 | ETI  | Etixx                   |
| 121-128 | RLM  | Roubaix-Lille Metropole |
| 131-138 | RAL  | Team Raleigh            |
| 141-148 | LPM  | La Pomme Marseille 13   |
| 151-158 | CCD  | Team Differdange-Losch  |
| 161-168 | VHS  | Vega-Hotsand            |
| 171-178 | WBC  | Wallonie-Bruxelles      |

## Ordine d'arrivo (Top 10)
| Pos. | Corridore          | Squadra      | Tempo    |
| ---- | ------------------ | ------------ | -------- |
| 1    | Bryan Coquard      | Europcar     | 4h39'21" |
| 2    | Julien Simon       | Cofidis      | s.t.     |
| 3    | Benoît Jarrier     | Bretagne     | s.t.     |
| 4    | Clément Koretzky   | Bretagne     | s.t.     |
| 5    | Manuel Belletti    | Androni      | s.t.     |
| 6    | Christophe Laborie | Bretagne     | s.t.     |
| 7    | Matthieu Boulo     | Team Raleigh | s.t.     |
| 8    | Julien Duval       | Roubaix      | s.t.     |
| 9    | Sébastien Delfosse | Wallonie     | s.t.     |
| 10   | Julien Bérard      | AG2R La Mon. | s.t.     |